# The Bigger Man
The Bigger Man er en amerikansk stumfilm fra 1915 af John W. Noble.

## Medvirkende
- Henry Kolker som John Stoddard
- Renee Kelly som Janet Van Nest
- Orlando Daly som Van Nest
- Elsie Balfour som Edith Stoddard
- John Goldsworthy som Kenneth Stuyvesant